# ۱۱۷۸ (خورشیدی)
۱۱۷۸ هزار و صد و هفتاد و هشتمین سال هجری خورشیدی است.